# Asarum crispulatum
Asarum crispulatum C.Y.Chen & C.S.Yang – gatunek rośliny z rodziny kokornakowatych (Aristolochiaceae Juss.). Występuje naturalnie w południowych Chinach – w prowincji Syczuan. 

## Morfologia
PokrójByliny z pionowymi kłączami o średnicy 2–3 mm.
LiściePojedyncze, mają kształt od owalnie sercowatego do wąsko owalnego. Mierzą 5–9 cm długości oraz 2,5–5 cm szerokości. Są nieco owłosione od spodu. Blaszka liściowa jest o sercowatej nasadzie i ostrym lub spiczastym wierzchołku. Ogonek liściowy jest owłosiony i dorasta do 6–15 cm długości.
KwiatySą promieniste, obupłciowe, pojedyncze. Okwiat ma okrągły kształt silnie zwężony przy wierzchołku i purpurowo zielonkawą barwę, dorasta do 3–4 cm długości oraz 3–5 cm szerokości. Listki okwiatu mają owalny kształt i falista powierzchnię.

## Biologia i ekologia
Rośnie w wilgotnych lasach. Kwitnie w kwietniu.